# Jag en stämma hör
Jag en stämma hör är en sång med text (1888) och musik (okänt år) av officeren i Frälsningsarmén R. L. Werry.

## Publicerad i
- Frälsningsarméns sångbok 1929 som nr 123 under rubriken "Helgelse - Helgelsens verk".
- Musik till Frälsningsarméns sångbok 1930 som nr 123.
- Frälsningsarméns sångbok 1968 som nr 166 under rubriken "Helgelse".
- Frälsningsarméns sångbok 1990 som nr 415 under rubriken "Helgelse".